# Cilleros
Cilleros ist eine Gemeinde (municipio) mit 1.555 Einwohnern (Stand: 2024) im äußersten Nordwesten der Provinz Cáceres in der Autonomen Region Extremadura im Westen Spaniens. 

## Lage
Cilleros liegt etwa 100 Kilometer (Fahrtstrecke) nordnordwestlich der Provinzhauptstadt Cáceres in einer Höhe von ca. 480 m an der Grenze zu Portugal. Das Klima ist gemäßigt bis warm; Regen fällt hauptsächlich im Winterhalbjahr.

## Bevölkerungsentwicklung
| Jahr      | 1970 | 1981 | 1991 | 2001 | 2011 | 2021 |
| Einwohner | 2798 | 2491 | 2394 | 2112 | 1831 | 1617 |

Der deutliche Bevölkerungsrückgang seit den 1950er Jahren ist im Wesentlichen auf die Mechanisierung der Landwirtschaft sowie die Aufgabe bäuerlicher Kleinbetriebe („Höfesterben“) und den damit einhergehenden Verlust von Arbeitsplätzen zurückzuführen.

## Sehenswürdigkeiten
- Marienkirche
- Josephskapelle
- Kapelle von Navelonga
- Heimatmuseum
- Rathaus von 1787
- Casa Luz, 2015 mit dem Preis der EU für zeitgenössische Architektur ausgezeichnet

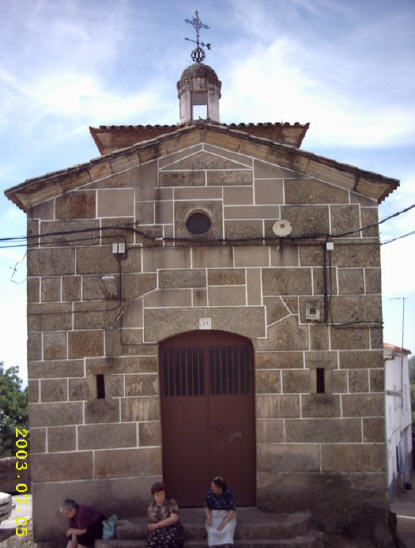
Josephskapelle
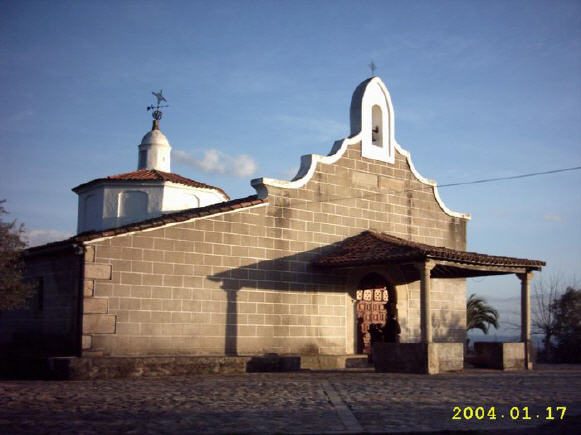
Kapelle von Navelonga
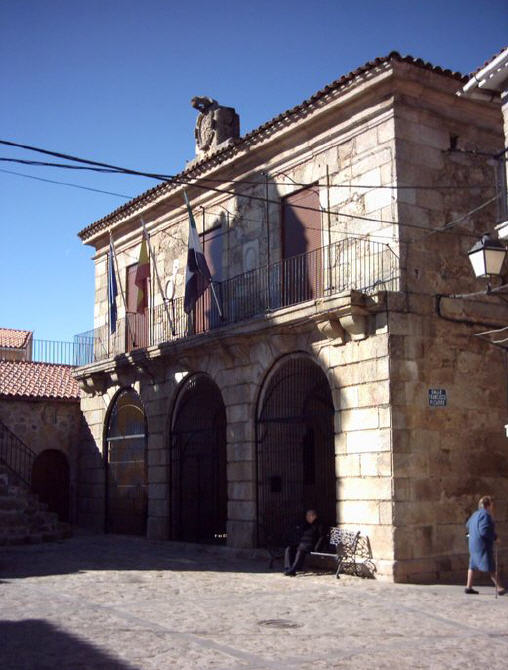
Rathaus
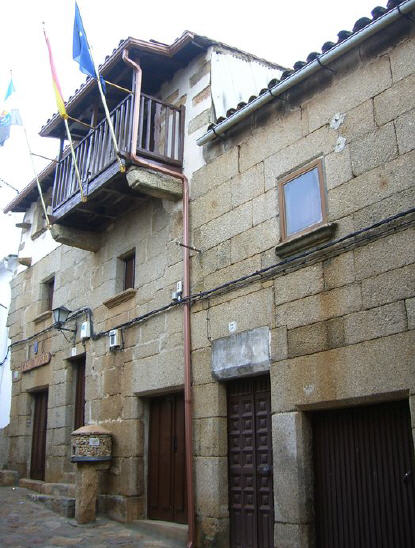
Heimatmuseum
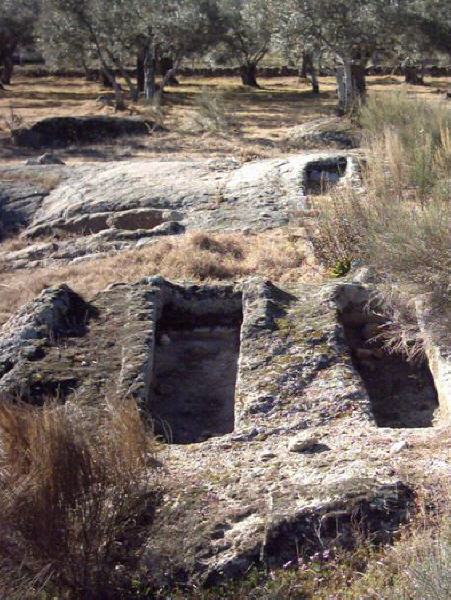
Nekropole

## Persönlichkeiten
- Nicasio Álvarez de Sotomayor (1900–1936), Gewerkschafter und Politiker
- Fernando Morientes (* 1976), Fußballspieler